# Port lotniczy Numea-La Tontouta
Port lotniczy Numea-La Tontouta (IATA: NOU, ICAO: NWWW) – międzynarodowy port lotniczy położony 52 km na północny zachód od Numei, w miejscowości Païta, w Nowej Kaledonii. Jest głównym hubem linii lotniczych Aircalin.

## Linie lotnicze i połączenia
| Linia Lotnicza  | Kierunek                                                                                                |
| --------------- | --- |
| Air New Zealand | 1. Auckland                                                                                             |
| Air Vanuatu     | 1. Luganville 2. Port Vila                                                                              |
| Aircalin        | 1. Auckland 2. Brisbane 3. Nadi 4. Papeete 5. Port Vila 6. Singapur 7. Sydney 8. Tokio-Narita 9. Wallis |
| Qantas          | 1. Brisbane 2. Sydney                                                                                   |

### Cargo
| Linia Lotnicza      | Kierunek    |
| ------------------- | ----------- |
| Pacific Air Express | 1. Brisbane |